# المحفر
المحفر قرية من قرى محافظة الحناكية في منطقة المدينة المنورة في السعودية، تقع شرق المدينة المنورة.

## الموقع
تقع المحفر ضمن منطقة المدينة المنورة شرقا وبالتحديد تابعه لمحافظة الحناكيه وهي تقع شمال محافظة الحناكيه على الطريق العام المؤدي إلى النخيل بإتجاه الشمال وتبعد عن المفرق من طريق القصيم المدينة بحوالي 7 كم وهي إداريا تابعة لمحافظة الحناكيه
يحدها من الشرق قرية العوشزي
ومن الغرب ذارة النخيل (منطقه زراعيه)
ومن الشمال قرية قصيبا
ومن الجنوب محافظة الحناكيه
ويخترق المحفر من الشمال إلى الجنوب وادي كبير ويبدا وادي المحفر من الجهة الشمالية قادما من قصيبا ويوجد سد بها ومن الجهة الجنوبية إلى حدود المحفر مع محافظة الحناكيه ويفصلها عباره كبير وهي تقاطع الطريق الفاصل بين المحفر ومحافظه الحناكيه.
والمحفر تقع غرب الوادي جميعها وقد كانت في البداية شرق الوادي بمنطقة اسمها الصمديات وهي بداية السكن في المحفر لانها منطقه في سابق الزمن زراعيه وتوجد بها منازل طينيه موجوده حتى الآن

## الأحياء
وتوجد بالمحفر احياء عدة وهي:
1 حي مخلف - 2 حي الاشهب (الجامع) وهو الحي الأساسي - 3 حي الحماده الشرقي - 4 حي الحماده الغربي (جديد) - 5 حي الزرب - 6 حي الزوين - 7 حي الرفيعة - 8 حي الشفا (جديد)
ويزيد عدد سكانها عن سبعة الآف نسمه حسب إحصائيات المركز الصحي في القرية